# 缅因州百年纪念半美元
缅因州百年纪念半美元（英語：Maine Centennial half dollar）是美国铸币局1920年生产的半美元纪念币，旨在纪念缅因州1820年3月15日加入联邦一百周年。纪念币由安东尼·德·弗朗西斯奇设计，并以缅因州肯纳贝克县新英格兰镇蒙茅斯画家哈里·科克伦的草图为参考。
缅因州政府官员希望发行半美元流通纪念币，为该州加入联邦一百周年及已经计划的庆祝活动宣传。授权法案在国会顺利通过且无人反对，但该州百年纪念委员会改变主意，决定以一美元单价出售。美国美术委员会针对设计提出多项修改，但缅因州官员坚持采用原有方案。最后设计师按草图制出石膏模型，以便制作出币毂。
国会授权的发行量为十万枚，实际铸造并发行的只有一半。半美元没能赶上在波特兰举办的百年庆典活动，但最终还是全部售完，其中由钱币收藏爱好者买下的较少。如今这款纪念币视成色而定，价值在数百美元范围。

## 构想和立法
缅因州州长卡尔·米利肯（Carl Milliken）和执行委员会希望发行50美分纪念币，纪念该州1820年3月15日加入联邦一百周年。他们的初步设想是让纪念币进入市场流通，宣传届时的百年庆典活动。国会通过授权法案后，百年纪念委员会改变主意，决定把售价按面额翻倍。
1920年2月11日，缅因州联邦众议员约翰·安德鲁·彼得斯（John A. Peters）向众议院递交第12460号法案（即“ 12460”），建议授权发行缅因州百年纪念半美元，法案随后转铸币和度量衡委员会审议。2月23日，彼得斯众议员向委员会阐述缅因州的历史，以及该州人民对百年纪念庆典的希冀，这其中就包括发行纪念币的诉求。他还称已同铸币局局长雷蒙德·托马斯·贝克（Raymond T. Baker）会晤，贝克表示他和财政部长大卫·富兰克林·休斯顿（David F. Houston）都计划表态支持法案，其中许多内容同1918年授权发行伊利诺伊州百年纪念半美元的法案相同。俄亥俄州议员威廉·艾伯特·艾什布鲁克（William A. Ashbrook）回忆称，当年铸币和度量衡委员会批准伊利诺伊州半美元时，他也是委员会成员，那时赞同伊利诺伊州法案的他现在也支持缅因州法案。明尼苏达州议员奥斯卡·爱德华·凯勒（Oscar E. Keller）询问彼得斯这款纪念币发行是否耗费联邦政府开支，彼得斯承诺不会。德克萨斯州议员克莱·斯通·布里格斯（Clay Stone Briggs）询问缅因州法案的规定是否同伊利诺伊州法案完全相同，彼得斯给出肯定答复。3月20日，委员会主席、印第安纳州众议员阿尔伯特·亨利·维斯塔尔（Albert Vestal）回报国会建议通过法案，报告中附有休斯顿部长的信，称财政部对法案没有异议。
1920年4月21日，众议院先后审议三部纪念币授权法案，建议发行的分别是缅因州百年纪念半美元、阿拉巴马州百年纪念半美元和朝圣者三百周年半美元。彼得斯先在国会演说，为缅因州法案摇旗呐喊。康涅狄格州议员约翰·奎林·蒂尔森（John Q. Tilson）提问：今年余下的时间是否会用这种硬币取代已有设计（指流通币行走自由女神半美元），彼得斯表示不会，因为这只是发行量仅十万枚的纪念币。华盛顿州议员约翰·富兰克林·米勒（John Franklin Miller）询问铸币金属模具的费用由谁负责，彼得斯回答缅因州。弗吉尼亚州议员安德鲁·杰克逊·蒙塔格（Andrew Jackson Montague）询问财政部是否表态支持法案，彼得斯称休斯顿和贝克都已支持。维斯塔尔提议通过法案，但俄亥俄州议员沃伦·加德继续提问，这款纪念币发行并进入市场流通后，缅因州打算如何处理，彼得斯称新币就同其他的半美元流通币一样。彼得斯还进一步表示，虽然铸币金属模具的成本是缅因州承担，但这些模具将成为联邦政府财产。此外，缅因州虽然没有计划为此次百年纪念举办全州范围的庆祝活动，但还是会有地方庆典。加德对法案没有其他问题，众议院接受维斯塔尔的动议通过法案，没有议员提出异议。
次日（4月22日），众议院通知参议院 12460法案通过，参议院将法案移交银行和货币委员会审核。4月28日，康涅狄格州议员乔治·佩恩·麦克林（George P. McLean）同报参议院建议通过法案。5月3日，麦克林提请参议院立即审议三项硬币授权法案（即上文所述的缅因州、阿拉巴马州和朝圣者三种纪念币），担心这些法案虽已列入当天的参议院议程，但可能无法达成，所以有必要采取紧急措施。犹他州议员里德·斯穆特（Reed Smoot）反对麦克林的要求，因为斯穆特刚才就提议立即审议反倾销贸易法案，但遭到科罗拉多州议员查尔斯·斯伯丁·托马斯（Charles S. Thomas）反对。不过斯穆特也表示，如果参议院到下午两点还没开始审议硬币法案，那估计也不会有人投反对票了。麦克林之后又一次提请议会先行审阅硬币法案，堪萨斯州议员查尔斯·柯蒂斯询问理由，麦克林回应称三种硬币都是针对某个周年纪念活动，需要尽快获得授权并投产。最终三项法案都顺利通过，没有议员反对。5月10日，经伍德罗·威尔逊总统签字，授权发行缅因州百年纪念半美元的法案成为法律正式生效。

## 准备

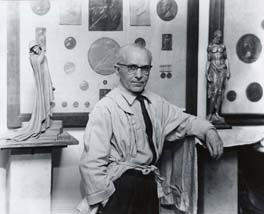
安东尼·德·弗朗西斯奇

纪念币的设计草图出自缅因州肯纳贝克县新英格兰镇蒙茅斯（Monmouth）画家哈里·科克伦（Harry Cochrane）之手。威尔逊总统签署法案四天后（5月14日），铸币局局长贝克把从彼得斯众议员手中拿到的草图发给美国美术委员会主席查尔斯·摩尔（Charles Moore）征求意见。摩尔又把草图转交委员会委员、雕塑家詹姆斯·厄尔·弗雷泽（James Earle Fraser），但连续几天都没有收到回复。5月26日，摩尔在给弗雷泽的电报中称，缅因州政府官员希望纪念币能在6月28日前出产。弗雷泽马上通过电报回复，称他不喜欢这个太“普通”的设计，同时委员会也不应该批准草图，缅因州应该找雕塑家制作石膏模型。摩尔在次日写给休斯顿的信中给出更详细的意见，称“此前多款新银币的设计者能力卓著，效果已经非常完美，实在不该再采用过去充斥的低标准。”
摩尔在信中敦促变更设计，称这样的草图制成硬币“只会让缅因州人民蒙羞”。但缅因州政府官员不接受他的意见，坚持采用草图上的设计。接下来彼得斯、摩尔及其他多名政府官员经过多次探讨终于达成协议，先将草图制成石膏模型，对此弗雷泽找来曾经在他手下学习的安东尼·德·弗朗西斯奇（Anthony de Francisci）负责。7月初弗朗西斯奇完成模型，美术委员会于9号表示认可。费城铸币局雕刻部以石膏模型为基准制出铸币金属模。弗朗西斯奇所制模型上的驼鹿和松树都是浮雕，但最终制成的纪念币上却是沉雕。这项改动并非首席雕刻师乔治·托马斯·摩根（George T. Morgan）或之后继任他职务的助理雕刻师约翰·雷·辛诺克（John R. Sinnock）所为，估计是后来铸币局为改善铸币品质采取的动作，不过，这项改动在提升半美元图案清晰度方面效果有限，许多硬币都无法看清所有设计细节。

## 设计

缅因州州徽

缅因州百年纪念半美元正面是以缅因州州徽为蓝本的缅因州之盾，盾牌位于硬币中心，上面有沉雕的松树，树下躺倒的驼鹿也是沉雕。盾牌两侧各有一名男子，左边一人手扶代表农业的镰刀，右边一人倚靠代表商业的锚。盾牌上方铭文是拉丁语，意为“我领路”，格言上方还有一颗五角星。盾牌下方的条幅刻有州名（“缅因州”），边缘有国名（“美利坚合众国”）和面值（“半美元”）环绕。纪念币背面中间是铭文（“缅因州百年纪念，1820–1920”），周围以松针和球果组成的花环围绕（缅因州俗称“松树之州”），另外还有当时法律规定硬币必须附上的几句格言，分别是（“自由”）、（“合众为一”）和（“我们信仰上帝”）。
据钱币学家唐·塔克西（Don Taxay）执笔的纪念币历史著作推测，弗朗西斯奇本人可能并不满意设计效果。在塔克西看来，正面的两个人物从石膏模型缩小到硬币尺寸后“实在太小，看起来微不足道，已经失去美感”，“背面的松果花环（也）实在平淡无奇”。小阿利·斯拉伯（Arlie Slabaugh, Jr.）的纪念币主题著作称，考虑到弗朗西斯奇一年后设计出和平银元，缅因州百年纪念半美元实在不像是同一人的作品。
美术史学家科尼利厄斯·弗缪尔（Cornelius Vermeule）同样对缅因州半美元评价不佳，但他认为这不是雕塑家的错。弗朗西斯奇只是把已经确定的草图制成模型，所以这不能完全算是他设计的艺术作品，甚至根本“不算艺术作品”。在弗缪尔看来，这枚纪念币“看上去好像某个县博览会或学校运动会的奖牌”。此外，弗缪尔觉得弗朗西斯奇应该坚持采用更具艺术美感的设计，所以“缅因州百年纪念（半美元）绝对算不上值得他自豪的作品”。

## 铸造、销售和收藏

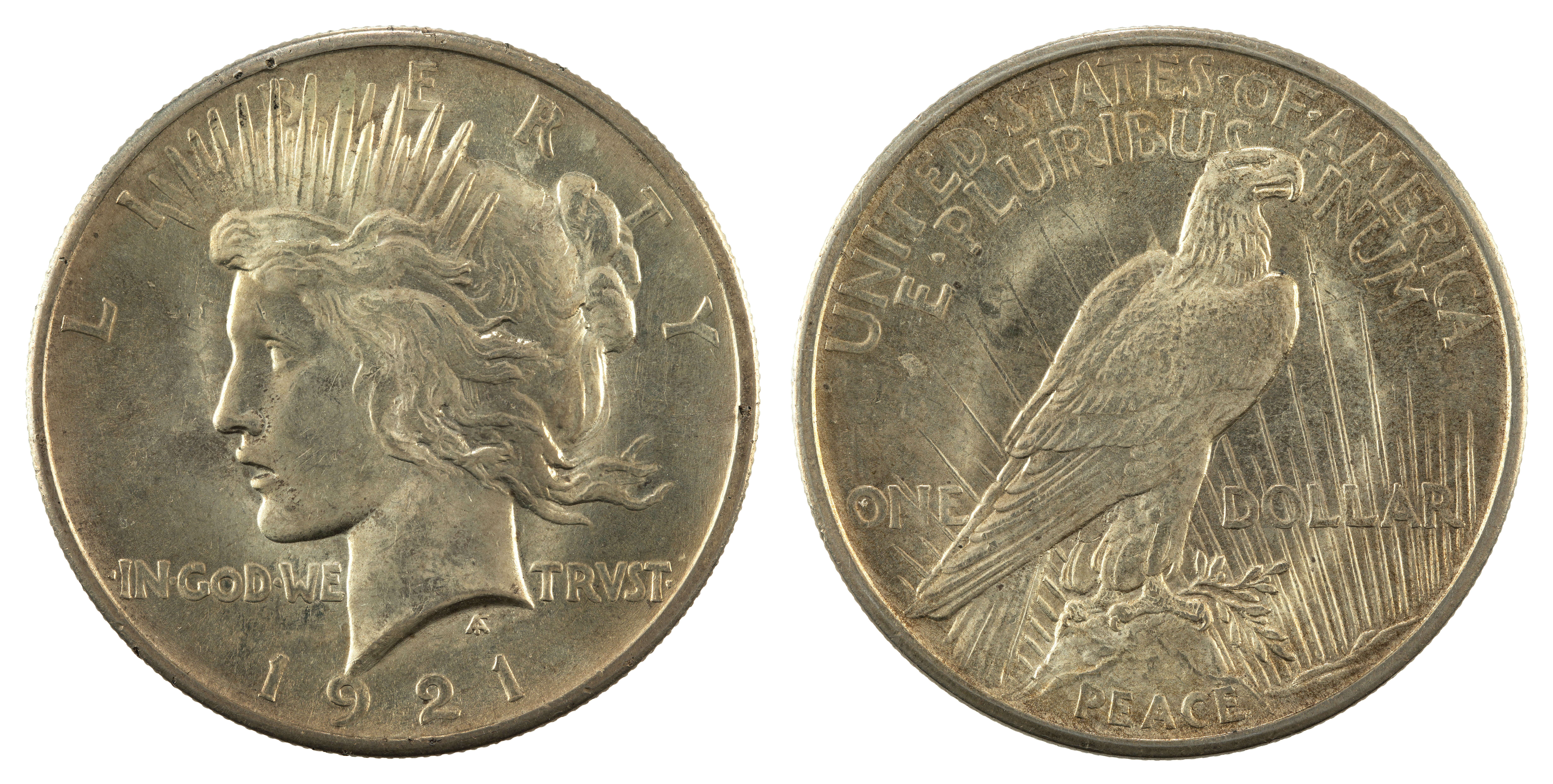
弗朗西斯奇1921年设计的和平银元

1920年7月4日，百年庆典活动在缅因州最大城市波特兰举行。彼得斯本期望此时就能开始发售纪念币，但因设计上的分歧未能实现。7月14日，他在写给铸币局助理局长玛丽·玛格丽特·奥赖利的信中表达失望之情，但也表示波特兰的庆典虽已结果，但只要半美元能在1920年结束前送到，缅因州还是能够获利。不然的话或者就“只能等下一次百年纪念（2020年），我想要是按现在这个速度，到那时也许会更方便。”最后，他要求铸币局在遇到其他问题前提前告知。7月20日，米利肯州长也写信提醒铸币局，半美元已获国会特别法案授权，询问首批货物何时能完成。
费城铸币局在1920年夏末共出产五万零28枚缅因州百年纪念半美元，其中28枚留待来年美国化验委员会的年度检测。纪念币的生产流程与其他硬币相同，成品直接注入接币筒和包装袋，许多半美元表面因同相互接触、磨擦存在痕迹。纪念币送抵缅因州后由州财政部发售，单价一美元。起初的三万枚很快售完，之后就晚了很多，州财政部至少到1929年才把全部五万枚售罄。钱币学家昆汀·戴维·鲍尔斯（Q. David Bowers）估计，如果授权发行的十万枚全部铸完，那后五万枚估计没什么人会买，绝大多数都只能退回铸币局熔毁。1920年后，许多人把手中的这种纪念币当货币花掉，大量缅因州半美元由此进入市场流通。
收藏爱好者购买的缅因州半美元较少，这种纪念币现存于世的绝大多数都因保存不善成色很差。根据理查德·约曼（Richard S. Yeoman）2015年豪华版的《美国钱币指南手册》（A Guide Book of United States Coins），如今这款硬币视成色而定，价值在140至685美元范围。2014年，一枚成色根据谢尔顿硬币分级标准判定基本完美的样币以7050美元成交。

### 脚注
1. 1 2  Bowers，第135–36頁.
2. 1 2  profile.
3. ↑  House hearings，第3–5頁.
4. ↑  House hearings，第2–4, 8–9頁.
5. ↑  housecommitteepass.
6. ↑  1920 Congressional Record, Vol. 66, Page 5947 (1920-04-21)
7. ↑  1920 Congressional Record, Vol. 66, Page 5947–5950 (1920-04-21)
8. ↑  1920 Congressional Record, Vol. 66, Page 5966  (1920-04-22)
9. ↑  1920 Congressional Record, Vol. 66, Page 6202 (1920-04-28)
10. ↑  1920 Congressional Record, Vol. 66, Page 6443 (1920-05-03)
11. ↑  1920 Congressional Record, Vol. 66, Page 6454 (1920-05-03)
12. ↑  The Gardiner Journal.
13. ↑  Taxay，第39–40頁.
14. 1 2  Bowers，第136頁.
15. ↑  Taxay，第40–42頁.
16. ↑  Swiatek & Breen，第147, 150頁.
17. ↑  Swiatek，第110–11頁.
18. ↑  Swiatek & Breen，第147頁.
19. 1 2  Taxay，第42頁.
20. ↑  Slabaugh，第41頁.
21. 1 2  Vermeule，第159頁.
22. ↑  Vermeule，第160頁.
23. 1 2  Flynn，第296–97頁.
24. 1 2  Swiatek，第111頁.
25. 1 2  Flynn，第120頁.
26. ↑  Bowers，第137頁.
27. ↑  Bowers，第138頁.
28. ↑  Yeoman，第1125頁.